# Фарр, Чарльз
Чарльз Блэндфорд Фарр (англ. Charles Blandford Farr, 1959—2019) — британский государственный деятель, председатель Объединённого разведывательного комитета и глава Объединённой разведывательной организации Великобритании с ноября 2015 года. До этого, с 2007 до 2015 годы занимал должность директора Управления по безопасности и борьбе с терроризмом Министерства внутренних дел.

## Биография
Чарльз Фарр окончил школу-интернат для мальчиков в Сомерсете, после чего прошёл курс обучения в Магдален-колледже Оксфордcкого университета, где получил степеь PhD в области философии эстетики.
В 1980-х годах Фарр работал в MI6, выполнив миссии в Афганистане, Южной Африке и на Ближнем Востоке, в частности, осуществляя платежи афганским полевым командирам в обмен на прекращение производства опиума. В 2006 году Фарр занимал должность директора по безопасности MI6, а после раскрытия подготовки терактов на трансатлантических авиарейсах по представлению тогдашнего министра внутренних дел Джона Рида был назначен на должность руководителя Управления по безопасности и борьбе с терроризмом министерства внутренних дел.
В 2010 году Фарр получил от лондонского «мозгового центра» «Кьюллиам», специализирующегося на исследовании экстремизма, особенно исламского, документ с конфиденциальным обзором превентивной стратегии британского правительства по борьбе с терроризмом. Этот документ вызвал протесты со стороны различных исламских групп, упомянутых в документе как симпатизирующие исламскому экстремизму, которые охарактеризовали дух документа как маккартизм, в частности Инаята Бунглавалы, пресс-секретаря Мусульманского совета Великобритании и Фатимы Хан, заместителя председателя форума исламской безопасности. Бунглавала отметил: «В сущности, „Кьюллиам“ — орган, щедро финансируемый правительством в рамках превентивной стратегии — пытается стать судьёй в вопросе, кто не является приемлемым мусульманином». Представитель МВД сообщил прессе: «мы считаем, что превентивная программа не действует так эффективно, как могла бы, и хотели бы видеть стратегию, которая является эффективной и четкой — именно поэтому мы пересматриваем её». Фарр был упомянут как «ключевая фигура» в использовании Control order и закона 2011 года  о предотвращении и расследовании террористических актов.
В связи со скандалом Фарр не был назначен на должность главы MI6, а также не был назначен постоянным секретарём министерства внутренних дел. По сообщению газеты The Guardian, некоторые должностные лица министерства внутренних дел пригрозили уйти в отставку в случае повышения Фарра по службе.
В должности руководителя Управления безопасности и борьбы с терроризмом Фарр отвечал за стратегию борьбы с терроризмом, а также за две программы по контролю за коммуникациями — Communications Capabilities Development Programme и Interception Modernisation Programme, причём обе они преследовали цель дать возможность правительству контролировать интернет-коммуникации граждан Великобритании. Результатом последнего направления стала подготовка проекта закона 2012 года о коммуникациях, внесённого на рассмотрение парламента тогдашним министром внутренних дел Терезой Мэй и получившего прозвище «закон ищейки» (Snooper's Charter). Во время Олимпиады 2012 года в Лондоне Фарр, будучи ответственным за обеспечение безопасности игр, организовал размещение зенитно-ракетных комплексов на крышах жилых домов в Восточном Лондоне.
Согласно сообщению Financial Times в апреле 2014 года, Фарр был одной из трёх кандидатур, рассматривавшихся правительством на должность директора Центра правительственной связи, но в конечном счёте этот пост занял Роберт Хэнниген.
В мае 2014 года Фарр выступал в качестве свидетеля от имени правительства и трёх основных спецслужб Великобритании на судебном процессе в Investigatory Powers Tribunal, возбужденном против правительства рядом правозащитных организаций, включая Privacy International, Liberty (адвокатская  группа) и Amnesty International. На процессе Фарр разъяснял правовую основу для перехвата электронных сообщений в соответствии с Законом о полномочиях следствия 2000 года. СМИ представили разъяснения Фарра в качестве иллюстрации того, как спецслужбы могут легально контролировать использование гражданами Великобритании «Facebook, Google и Twitter».
В июне 2014 года министр образования Майкл Гоув извинился перед Фарром за публикацию с критикой на первой странице The Times. Это было связано с резонансным конфликтом между министерством внутренних дел и министерством образования по поводу исламского экстремизма в школах Бирмингема, который был разрешён только после вмешательства премьер-министра Дэвида Кэмерона, который потребовал от Гоува принести извинения Фарру.
23 ноября 2015 года было объявлено, что Фарр возглавит Объединённый разведывательный комитет Великобритании после ухода в отставку его тогдашнего главы Джона Дея.

## Награды
Согласно списку новогодних награждений 2003 года Фарр стал офицером Ордена Британской империи (OBE) за заслуги на посту первого секретаря Министерства иностранных дел и по делам Содружества. Согласно списку новогодних награждений 2010 года он был удостоен звания Компаньона ордена Святого Михаила и Святого Георгия (CMG) за службу в качестве советника в Министерстве иностранных дел и по делам Содружества.